# Сліпа лють (роман)
«Сліпа лють» (англ. Stone Blind) — це роман, що переказує грецький міф про горгону Медузу. Його написала Наталі Гейнс, британська письменниця-антикознавиця. Книжка була номінована на найкращу художню книжку на Британській книжковій премії.

## Сюжет
Історія розповідає про життя Медузи, від її народження до обезголовлення напівбогом Персеєм.

## Структура та стиль
Історія подається через кількох персонажів з різних поглядів, зокрема головної героїні Медузи (як до, так і після того, як їй відрубали голову), оливкового дерева та ворони. Кілька історій, зокрема про окреме виховання Медузи та Персея, конфлікт між олімпійськими богами та велетнями, а також болісні стосунки між Герою та її сином Гефестом, розповідаються одночасно через нелінійну структуру.
Роман використовує знайому динаміку та фрустрації, щоб модернізувати переказ, водночас міцно поміщаючи його в міфологічне минуле. Його характеризують як переосмислення з елементами чорного гумору.

## Теми
Книжка розглядає теми насильства та патріархату, втілені богами. Вони уособлені в жорстоких діях Зевса та Посейдона, а також жорстоких махінаціях Гери та Афіни щодо смертних та чудовиськ.

## Прийняття
Книжка дістала позитивні відгуки критиків.

## Переклад українською
2025 року видавництві «Віват» вийшов український переклад роману. Перекладачка — Анна Шекет.